# Hannover
Hannover je glavno in največje mesto nemške zvezne dežele Spodnja Saška in 535.061 (2017) prebivalcev in s tem trinajsto največje mesto Nemčije in tretje največje mesto Severne Nemčije za Hamburgom in Bremnom. Mesto leži ob sotočju reke Leine (porečje reke Aller → Weser → Severno morje) in pritoka Ihme, na jugu severno-nemške ravnice in je največje mesto metropolitanskega območja Hannover-Braunschweig-Göttingen-Wolfsburg. To je peto največje mesto nizozemskega narečja za Hamburgom, Dortmundom, Essnom in Bremnom.
Preden je leta 1946 postal glavno mesto Spodnje Saške, je bil Hannover glavno mesto Kneževine Kalenberg (1636-1692), volilno mesto Braunschweig-Lüneburg (1692-1814), Kraljevine Hanover (1814-1866), pokrajine Hanover v Kraljevini Prusiji (1868-1918), pokrajine Hannover svobodne dežele Prusije (1918-1946) in države Hannover (1946). Od leta 1714 do 1837 je bil Hannover personalna unija družinskega sedeža Hanoverskih kraljev Združenega kraljestva Velike Britanije in Irske, pod nazivom vojvode Braunschweig-Lüneburg (kasneje opisan kot elektor Hanoverski).
Mesto je glavno prometno vozlišče železniških prog in avtocest, ki povezujejo evropske glavne smeri vzhod-zahod (Berlin-Ruhr / Düsseldorf / Köln) in smeri sever-jug (Hamburg-Frankfurt / Stuttgart / München). Letališče leži severno od mesta, v Langenhagenu in je deveto največje letališče Nemčije. Najpomembnejše visokošolske ustanove v mestu so Medicinska šola Hannover z univerzitetno bolnišnico (Klinikum der Medizinischen Hochschule Hannover) in Univerza v Hannovru.
Hannovrski sejem, zaradi številnih razširitev, zlasti za Expo 2000, je največji na svetu. Hanover gosti letne trgovinske sejme, kot so Hanoverski sejem in do leta 2018 tudi CeBIT. Prikaz komercialnih vozil IAA poteka vsaki dve leti. Je vodilni sejem na svetu za promet, logistiko in mobilnost. Hannover vsako leto gosti Schützenfest Hannover, največji svetovni festival strelcev in Oktoberfest Hannover.
Hannover ima devet univerz in več knjižnic. Korespondenca Gottfrieda Wilhelma Leibniza in Zlato pismo, ki se hranita v knjižnici Gottfrieda Wilhelma Leibniza, so del seznama Unescove svetovne dediščine. Mesto je pomembna lokacija podjetij in veliko nakupovalno mesto. Kulturna scena je raznolika s številnimi in v nekaterih primerih mednarodno priznanimi gledališči, muzeji in koncertnimi dvoranami. Vsako leto potekajo številne mednarodne gledališke, glasbene in plesne predstave. Od leta 2014 je Hannover Unescovo Mesto glasbe.

## Zgodovina
Hannover je bil ustanovljen v srednjeveškem času na vzhodnem bregu reke Leine. Njegovo izvirno ime Honovere lahko pomeni 'visok (rečni) breg', čeprav se to razpravlja (gl. das Hohe Ufer). Hanover je bila majhna vasica brodnikov in ribičev, ki je postalo razmeroma veliko mesto v 13. stoletju, in je leta 1241 dobil mestne pravice zaradi svoje lege na naravnem razpotju. Ker je bila kopenska pot relativno težka, je njegov položaj na zgornjem koncu plovnih poti rek pripomogel k naraščanju trgovine. Povezan je z Leine na hanseatsko mesto Bremen in je blizu južnega roba široke severno-nemške ravnice in severozahodno od hribovja Harz, tako da je šel promet vzhod-zahod s karavanami mul tu skozi. Hannover je bil torej prehod za kopenski promet do dolin rek Ren, Ruhr in Saar in njihovih industrijskih območij in ravninskega območja proti vzhodu in severu, med nizozemskimi državami in Saško ali Turingijo.
V 14. stoletju so zgradili glavne hannovrske cerkve in mestno obzidje s tremi mestnimi vrati. Začetek industrializacije v Nemčiji je prinesel trgovino z železom in srebrom iz severnih Harzov, kar je povečalo pomen mesta.
Leta 1636 je George, vojvoda Braunschweig-Lüneburg, vladar Braunschweig-Lüneburgske kneževine Calenberg, preselil svoje prebivališče v Hannover. Grofe iz Braunschweig-Lüneburga je leta 1692 sveti rimski cesar povzdignil na mesto volilnih knezov, kar je leta 1708 potrdila cesarska skupščina (Reichstag). Ta kneževina je bila nadgrajena v volilno kneževino Braunschweig-Lüneburg, znano kot elektorat Hannover po Calenberški prestolnici (glej tudi: Hannoverčani). Njegovi knezi so kasneje postali monarhi Velike Britanije (in od leta 1801 Združenega kraljestva Velike Britanije in Irske). Prvi je bil Jurij I. Britanski, ki je leta 1714 stopil na britanski prestol. Zadnji britanski kralj, ki je vladal v Hannovru, je bil Viljem IV. Britanski. Po Salijskem zakonu, ki mu je sledila Kraljevina Hanover, krone Hannovra ni mogla naslediti ženska in Viljema IV. je nasledil mlajši brat Ernest Avgust. Kraljica Viktorija sama postala član Hannoverske rodbine. Njeni potomci pa so nosili ime njenega moža Saško-Coburško in Gothski. Trije kralji Velike Britanije ali Združenega kraljestva so bili istočasno tudi volilni knezi Hannovra.
V času personalne unije kron Združenega kraljestva in Hannovra (1714-1837) so monarhi redko obiskali mesto. Pravzaprav je v času vladanja zadnjih treh skupnih vladarjev (1760-1837) prišel le na en kratek obisk Jurij IV. leta 1821. Od 1816 do 1837 je bil vladar v Hannovru princ Adolf, vojvoda Cambriški.
V sedemletni vojni se je 26. julija 1757, v bližini mesta, bila bitka pri Hastenbecku. Francoska vojska je porazila hannovrsko vojsko, kar je povzročilo okupacijo mesta kot del Invazije na Hannover. Naslednje leto so ga ponovnoosvobodile angleško-nemške sile pod vodstvom Ferdinanda iz Braunschweiga.

### 19. stoletje
Ko je Napoleon 5. julija 1803 odredil Konvencijo Artlenburga (ali Konvencija o Labi), je okoli 35.000 francoskih vojakov zasedlo Hannover. Konvencija je zahtevala razpustitev vojske v Hannovru. Vendar pa Jurij III. ni priznal te konvencije. To je povzročilo, da je veliko število vojakov iz Hannovra sčasoma emigriralo v Veliko Britanijo, kjer je bila ustanovljena kraljeva nemška legija. V Hannovru in Braunschweigu je bila samo vojska, ki je dosledno nasprotovala Franciji skozi vse napoleonske vojne. Legija je kasneje igrala pomembno vlogo v bitki pri Waterloolu leta 1815. Dunajski kongres leta 1815 je povišal volilno kneževino v Kraljevino Hanover. Glavno mesto Hannover se je razširilo na zahodni breg Leine in od takrat se je znatno povečalo.
Leta 1837 se je personalna unija Združenega kraljestva in Kraljevine Hanover končala, ker je bil dedič Viljema IV. v Združenem kraljestvu ženska (kraljica Viktorija). Hannover je prevzel Ernest Avgust in je ostal kraljevina do leta 1866, ko ga je Prusija med avstro-prusko vojno priključila. Kljub temu, da je Hannover pričakoval, da bo premagal Prusijo v bitki pri Langensalza, je Prusija zaposlila Moltkeja starejšega, da bi uničil hannovrsko vojsko. Mesto Hannover je postalo glavno mesto pruske province Hannover. Po aneksiji so ljudje v Hannovru nasprotovali pruski vladi.
Za hannovrsko industrijo je nova povezava s Prusijo pomenila izboljšanje poslovanja. Uvedba proste trgovine je spodbudila gospodarsko rast in pripeljala do okrevanja Gründerzeit (ustanoviteljske dobe). Med letoma 1879 in 1902 je prebivalstvo Hannovra naraslo iz 87.600 na 313.940. 
Leta 1842 je bila uveden prvi konjski tramvaj, od leta 1893 pa je bil nameščen električni tramvaj. Leta 1887 je Hannovrčan Emile Berliner izumil gramofonsko ploščo in gramofon.

### Nacistična Nemčija
Po letu 1937 so bili župan in državni komisarji v Hannovru člani NSDAP (nacistične stranke). V Hannovru je obstajala velika judovska populacija. Oktobra 1938 je bilo na Poljsko izgnanih 484 Judov poljskega porekla, vključno z družino Grynszpan. Vendar pa jih je Poljska zavrnila, tako da jih je pustila na meji s tisoči drugimi poljsko-judovskimi deportiranci, ki so jih občasno hranili poljski Rdeči križ in judovske prostovoljne organizacije. Herschel Grynszpan je bil takrat v Parizu. Ko je izvedel, kaj se dogaja, se je odpeljal do nemškega veleposlaništva v Parizu in ustrelil nemškega diplomata Eduarda Ernsta vom Ratha, ki je kmalu zatem umrl. 
Nacisti so to dejanje imeli kot izgovor za izvedbo pogroma, znanega kot Kristalna noč (9. november 1938) . Na ta dan so nacisti zažgali hannovrsko sinagogo, ki jo je v neoromanskem slogu leta 1870 oblikoval Edwin Oppler.
Septembra 1941 se je z načrtom "Akcija Lauterbacher" začelo getoziranje preostalih hannovrskih judovskih družin. Tudi pred Wannsee konferenco, 15. decembra 1941, so bili Judje prvič deportirani iz Hannovra v Rigo . Skupno je bilo deportiranih 2400 ljudi, zelo malo jih je preživelo. Med vojno so v Hannovru zgradili sedem koncentracijskih taborišč, v katerih so bili številni Jude ubiti. Od približno 4800 Judov, ki so živeli v Hannovru leta 1938, je bilo manj kot 100 ljudi še vedno v mestu, ko so 10. aprila 1945 vojaki Združenih držav osvobodili Hannover. Spomenik na trgu je opozorilo na preganjanje Judov. Po vojni se je v Hannovru naselila velika skupina pravoslavnih Judov preživelih iz bližnjega koncentracijskega taborišča Bergen-Belsen. 

### Druga svetovna vojna
Kot pomembno železniško in cestno križišče ter proizvodni center je bil Hannover pomemben cilj strateškega bombardiranja med drugo svetovno vojno, vključno z akcijo olje. Cilji so vključevali AFA (Stöcken), rafinerijo Deurag-Nerag (Misburg), Continental  (Vahrenwald in Limmer), Združenje lahkih kovinskih delov (VLW) v Ricklingenu in Laatzenu (današnji Hannovrski sejem) in druge. Cilj so bila tudi stanovanjska območja, več kot 6000 civilistov je umrlo v bombardiranju zavezniških sil. Več kot 90% mestnega jedra je bilo uničenega v skupno 88 bombnih napadih. Po vojni Egidijevo cerkev niso obnovili, njene ruševine so ostale kot vojni spomenik.
Zavezniki so Hannover dosegli aprila 1945. Ameriška 84. pehotna divizija je zasedla mesto 10. aprila 1945. 
Hannover je bil v britanski coni okupacije Nemčije in leta 1946 postal del nove države (dežele) Spodnje Saške.
Danes je Hannover podpredsednik županov mest miru, mednarodne županske organizacije, ki po vsem svetu spodbuja ukinitev in odpravo jedrskega orožja do leta 2020. 

## Geografija
Hannover je v dolini reke Leine, na stičišču Spodnjesaškega višavja (Niedersächsischen Berglands) s severnonemško nižino (Norddeutschen Tiefland), s centrom mesta na 52 ° 22' 28" N in 9 ° 44' 19" E. Na jugozahodu mesto omejuje vznožje Weserbergland z rodovitnimi puhlico, od peščene in močvirnate resave Burgdorf-Peiner in Hannoversche Moorgeest na mestnem območju.
Naravni prostor in prometno-geografski položaj je Hannovru ponudil ugodne pogoje za razvoj iz srednjeveške vasice v veliko mesto. V srednjem veku je tekla pomembna trgovska pot sever-jug skozi Leinetal s prehodom čez reko v naselju. V 19. stoletju sta ji sledili železnica in prekop, v 20. stoletju naj bi bilo v Hannovru križišču pomembnih prometnih poti. Enako velja za cestni promet s presečiščem avtocest A 2 in A 7 blizu Hannovra.
Najbližji velika mesta so Hildesheim, Braunschweig, Wolfsburg, Bielefeld, Göttingen in Bremen. Obala Severnega morja je malo bližje Hannovru kot obala Baltskega morja.

### Topografija
Južno od mestnega središča je umetno jezero Maschsee, veliko približno 78 hektarjev brez naravnega vstopa in izhoda.
Z juga priteče skozi Hannover Leine severozahodno v smeri reke Aller. Na višini Maschseeja se vodni tok usmeri v Ihme preko Schnelle Graben. Tam je zapornica Wehr, ki služi poleg regulacije vodostaja, proizvodnji električne energije. Ihme je majhen potok, ki prihaja iz Calenberger Land. Z dotokom v Leine po nekaj kilometrih, je reka plovna. V Limmerju v Laine priteče še Fösse.
Hannover je v povprečju na 55 m nadmorske višine. Najvišja naravna nadmorska višina v mestu je na jugovzhodnem robu Kronsberga, najvišja točka je 118,2 metrov z nekaj metrov umetno povišane opazovalne točke in 89,0 metrov visok grič Lindener. Najvišja umetna višina je Nordberg s 122 metri na severovzhodnem robu zaradi odlagališča smeti. Najnižja točka je v zaščiteni pokrajini Klosterforst Marienwerder in je 44 m nad morjem.

### Podnebje
V dolgoletnem povprečju je temperatura zraka v Hannovru dosegla 8,7 ° C in pade 661 mm padavin. Med majem in avgustom lahko pričakujemo povprečno 22 poletnih dni ko je najvišja temperatura višja od 25 ° C.

### Upravna delitev
Hannover sestavlja 51 okrožij. Vsaka dva do sedem teh okrožij so združeni v eno občino, tako da obstaja naslednjih 13 občin: Mitte, Vahrenwald-List, Bothfeld-Vahrenheide, Buchholz-Kleefeld, Misburg-Anderten, Kirchrode-Bemerode-Wülferode, Südstadt-Bult, Döhren-Wülfel , Ricklingen, Linden-Limmer, Ahlem-Badenstedt-Davenstedt, Herrenhäuser-Stoecken in Nord.
Več kot enajst odstotkov mestnega območja približno 200 kvadratnih kilometrov je javnih zelenih površin, zato se Hannover imenuje tudi mesto na podeželju. Samo mestni gozd Eilenriede ima 650 hektarov.

### Zaščitena območja
Deloma v mestnem okolju so zaščitena območja Flora-Fauna-Habitat (FFH) Altwarmbüchener Moor, Mergelgrube, Leineaue zwischen Ruthe und Hannover, Bockmerholz-Gaim sowie Aller (mit Barnbruch), untere Leine, untere Oker. V celoti ali delno ležijo v mestu naravni rezervat Bockmerholz, Mergelhalde in Gaim ter zavarovana območja Wietzeaue, Obere Wietze, Laher Wietze, Kugelfangtrift-Segelfluggelände, jezero Altwarmbüchener, Altwarmbüchener Moor-Ahltener Wald, Mardalwiese, Breite Wiese-Nasse Wiese, Alte Bult, Kronsberg, Obere Leine, Hirtenbach/Wettberger Holz, Benther Berg Vorland/Fössetal, Mittlere Leine und Mecklenheide/Vinnhorst. 

## Gospodarstvo
V hannovru so različna industrijska podjetja. Tovarna Volkswagen Commercial Vehicles Transporter (VWN) v Hannover-Stöcken je največji delodajalec v regiji in upravlja obsežno tovarno na severnem robu mesta, ki meji na Mittellandkanal in avtocesto A2. Volkswagen deli jedrsko elektrarno s premogom s tovarno nemškega proizvajalca pnevmatik in avtomobilskih delov Continental AG. Continental AG, ustanovljen leta 1871 v Hannovru, je eno od glavnih mestnih podjetij.
Podjetje za avdio opremo Sennheiser in potovalna skupina TUI AG imata sedež v Hannovru. Hannover je dom številnim zavarovalnicam, vključno Talanx, VHV Group in Concordia Insurance. Glavna svetovna pozavarovalnica Hannover Re ima sedež vzhodno od mestnega središča

## Znamenitosti

### Stavbe
Eklektična, odprta leta 1913, je  Nova mestna hiša med Sltstadtom in Maschparkom. Razgledna platforma v kupoli se lahko doseže preko edinstvenega dvigala, zgrajenega leta 1908 med gradnjo mestne hiše in je začel delovati ob otvoritvi leta 1913. V preddverju mestne hiše so štirje modeli mesta, ki prikazujejo stanje v letih 1689, 1939, 1945 in sedanjosti. Nova mestna hiša se velja za simbol Hannovra in je bila v skladu z anketno raziskavo GNTB v letu 2015 med tujimi turisti med 80 najbolj priljubljenimi znamenitostmi Nemčije. 36 znamenitosti mestnega središča je povezanih s t.i. Rdečo nitjo. Ta 4,2 km dolga Rdeča nit se začne na pločniku pri Turističnem informacijskem centru na Ernst-August-Platz. 

#### Altstadt in severnonemška opečna gotika
Današnje staro mesto (Altstadt) Hanover se jasno razlikuje od prvotnega starega mesta pred drugo svetovno vojno. Hannover je bil uničen do 90%, vključno s starim mestom. Torej so na trgu ustvarili cerkev okoli nekakšnega tradicionalnega otoka. Za to so velike znamenitosti, kot so  Marktkirche (Cerkev na trgu) zgradili ponovno, iz drugih delov mesta prenesli pollesene hiše in druge zgradbe iz okolice, po vojni v okviru obnove, ki se harmonično ujemajo v starim mestnim jedrom. Današnja vrata v staro mestno jedro so Marstalltor Louisa Remy de la Fossa. To je ohranjen osrednji portal šole jahanja Hofmarställe v Hohe Ufer. V središču starega mestnega jedra je, kot smo že omenili, cerkev, zgrajena v 14. stoletju s trgom in vodnjakom (Marktbrunnen). Skupaj z mestno hišo je to pričevanje o severnonemški opečni gotiki. V bližini Cerkve na trgu stojijo Broyhanhaus, Hanns-Lilje-Haus in Georg von Cölln-Haus. Kreuzkirche v istoimenski četrti ima dragoceno oltarno sliko Lucasa Cranachaa d. A., Nasproti je restavracija Kreuzklappe. V Burgstraße 12 stoji najstarejša ohranjena fachwerk-predalčna hiša v Hannovru iz 1564/1566. Postavljen je v letih 1649-1664 je Ballhof že dolgo največja prireditvena dvorana v mestu in je zdaj eno izmed prizorišč spodnjesaškega gledališča. Na Holzmarktu z vodnjakom Oskarja Winterja stoji zraven, zgrajena tik pred letom 1900, Nolte-Haus z leta 1983 rekonstruirano renesančno fasado, med vojno razdejana Leibnizhaus (prvotno zgrajena v Schmiedestraße leta 1499). Od srednjeveških mestnih obrambnih stolpov je popolnoma ohranjen le Beginenturm v zgodovinskem muzeju. Staro mestno jedro se v bližini Hohen Ufer - visoke obale Leine, kjer je Leinenschloss in leta 2018 preoblikovana obala, konča.

#### Calenberger Neustadt
Most Martin-Neuffer vodi iz starega mestnega jedra do Calenberger Neustadt. Tudi ta je med drugo svetovno vojno utrpel veliko uničenje. Kljub temu obstajajo številne reprezentativne stavbe in cerkve iz peščenjaka. Baročna Neustadtska cerkev z Leibnizovo grobnico in bazilika sv. Klementa, prva nova stavba katoliške cerkve v Hannovru po reformaciji, pa tudi Evangeličanska reformirana cerkev, katere zvonove je podarila britanska kraljica Viktorija, še vedno govorijo, zakaj je Calenberger Neustadt je bil imenovan "otok svobode". Tudi takrat so bile dovoljene vse veroizpovedi. V Calenberger Neustadt so tudi glavni državni arhivi Spodnje Saške.

#### Lavesov klasicizem
Povsod v središču mesta, pa tudi v nekaterih okrožjih, se srečamo z zgradbami mojstra graditelja Georga Ludwiga Friedricha Lavesa. V začetku 19. stoletja je začel načrtovati in načrtovati Ernst-August-Stadt, danes del mestnega okrožja Mitte. Njegove največje stavbe v Hannovru so operna hiša, stolp Waterloo, palača Wangenheim in Laveshaus nasproti nove mestne hiše. Leineschloss na robu starega mesta (danes sedež spodnjesaškega deželnega zbora) je ponovno zgradil in razširil, med drugim, s portikom v Leinstraße. Druge njegove zgradbe so še vrtna hiša gospe Beckedorf, Villa Rosa in različni mostovi.

#### Hannovrska arhitekturna šola
Od sredine do konca 19. stoletja je Hannovrska šola za arhitekturo ustvarila lasten uradni idiom z neogotskimi in okroglimi opečnimi strukturami (kot je Künstlerhaus Hannover, 1855), ki je imela učinek tudi izven Hannovra in oblikovala obraz velikih stanovanjskih prostorov.

#### Opečni ekspresionizem
Opečni ekspresionizem v Hannovru iz dvajsetih in tridesetih let 20. stoletja v glavnem predstavlja Anzeiger-Hochhaus Fritza Högerja pri Steintor, stavba Mestne knjižnice v Hildesheimer Strasse in Kapitolski stolp pri Schwarzen Bären v Lindenu. Številne stanovanjske stavbe istega arhitekturnega sloga so tudi v Südstadt, List, v Kleefeldu in Ricklingenu.

#### Druge zgodovinske stavbe
Nedaleč od Opere, v finančnem okrožju je Hannovrska borza (zgrajena v tudorskem slogu), Palais Grote, Hansa-Haus in številne druge velike in reprezentativne stavbe iz peščenjaka.
Na veliko stavb in sosesk v Hannovru je vplivala secesija (Art nouveau ali Jugendstil), vključno Lichtenbergplatz v Lindenu ali Bödeckerstraße v Oststadtu, ki je znana tudi kot Hannovers Avenue.
Leta 1914 je bila odprta neoklasicistična mestna hiša s kupolasto dvorano. V stavbi zgrajeni leta 1905, Goseriede kopeli, so danes Kestnergesellschaft in sedež radijske postaje Radio FFN. Srednje krilo, uničeno v drugi svetovni vojni, je zamenjala nova stavba. Nasproti je Tiedthof, primer revitalizacije starih zgradb.
V Hannovru so trije zgodovinski mlini na veter. V Hermann-Löns-Parku je vetrnica od leta 1701. Poleg te sta v 19. stoletju zgrajeni dve nizozemski vetrnici: vetrnica Buchholzer je bila zgrajena leta 1868, Anderter pa leta 1854.

#### Sakralne stavbe
V mestu so številne zgodovinske, a tudi sodobne cerkve. Najstarejša obstoječa cerkev v Hannovru, v samostanu Marienwerder, je triladijska cerkev zgrajena okoli 1200 v slogu romanike. Za neogotska je cerkev sv. Marije na Marienstraße, Kristusova cerkev v Klagesmarkt, luteranska cerkev v Nordstadt in svetega Odrešenika cerkev v Linden-Süd. Egidijeva cerkev in Nikolajeva kapela sta po drugi svetovni vojni ostali v ruševinah in služita kot spomenik.

#### Moderne stavbe
File:Kroepcke Center department store Kroepcke square Hanover Germany 01.jpg| Kröpcke center
Velik vpliv na arhitekturo v povojnem obdobju, ki je bila zaznamovana z idejami mestnega komisarja za načrtovanje Rudolfa Hille Brechta, so stavbe Dieterja Oesterlena, kot je Muzej zgodovine in radijska postaja NDR Maschsee. Zasnoval je novo cerkev svetega Martina v Linden-Mitte, od katere je samo stolp preživel drugo svetovno vojno.
V 1970-ih je brutalizem navdušil s stavbami, kot so Kröpcke center (sedaj popolnoma preoblikovan), Bredero-Hochhaus in Ihme-Zentrum v Stadt.
Primeri sodobne arhitekture so 83,52-metrov visoka steklena upravna stavba Nord / LB na Aegidientorplatz in steklena Torhaus am Aegi, dekonstruktivističnen Gehry-Tower arhitekta Franka Gehryja in Medijsko središče Alessandra Mendinija. Na obrobju Kronsberga je industrijski Expo Park Hannover. Ohranil je nekaj razstavnih paviljonov Expo 2000 in izstopajoč Expo Plaza.

## Pobratena mesta
Hannover je pobraten z:
- Združeno kraljestvo Bristol (Združeno kraljestvo, od 1947)
- Francija Perpignan (Francija, od 1960)
- Francija Rouen (Francija, od 1966)
- Malavi Blantyre (Malavi, od 1968)
- Poljska Poznanj (Poljska, od 1979)
- Japonska Hirošima (Japonska, od 1983)[12]
- Nemčija Leipzig (Nemčija, od 1987, takrat DDR)